# Zofia Marchlewska

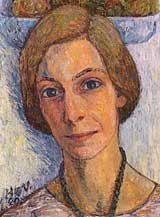
Zofia Marchlewska (Porträt von Heinrich Vogeler, 1920)

Zofia Marchlewska, auch Sonja Marchlewska (geb. 30. August 1898 in Copitz; gest. 8. Februar 1983 in Warschau), war eine polnische Schriftstellerin, Übersetzerin, Journalistin und Aktivistin der Arbeiterbewegung.

## Biografie
Zofia Marchlewska war die Tochter von Julian Marchlewski, einem kommunistischen Revolutionär und Luxemburg- und Lenin-Mitarbeiter aus Russisch-Polen, der in Deutschland lebte, und seiner Frau Bronisława geb. Gutman (der Tochter von Henryk-Hirsz Gutman). Sie wuchs in Deutschland und der Schweiz auf. Von 1921 bis 1932 war sie Mitglied der Kommunistischen Partei Deutschlands (KPD). Im Jahr 1926 heiratete sie den deutschen Maler Heinrich Vogeler, den sie vom Barkenhoff in Worpswede in die Ateliers der Berliner zwanziger Jahre begleitete, und mit dem sie den 1923 in Moskau geborenen Sohn Jan Vogeler hatte. Aus ihm wurde ein deutsch-sowjetischer Philosoph und Professor an der Staatlichen Universität Moskau. Marchlewska arbeitete als Dolmetscherin für die Komintern. Nach der Emigration der Familie in die UdSSR 1932 arbeitete sie für das Marx-Engels-Lenin-Institut in Moskau, das Zentralkomitee der Internationalen Roten Hilfe (MOPR) und für das Sowinformbüro. In Moskau wohnte die Familie im „Haus an der Uferstraße“. Während des Zweiten Weltkriegs war Marchlewska Militärübersetzerin. Im Jahr 1941 erfolgte bei der Deportation ihres Mannes nach Kasachstan die Scheidung ihrer Ehe. Bis 1950 arbeitete sie für den Schriftstellerverband der UdSSR; später zog sie in die Volksrepublik Polen, wo sie an ihren Memoiren über ihren Vater Julian Marchlewski arbeitete. Sie veröffentlichte mehrere Bücher, eine Reihe von Essays, Rezensionen und Bewertungen von Artikeln und anderen Veröffentlichungen über Marchlewski. Sie war Mitglied der Polnischen Vereinigten Arbeiterpartei (PZPR).
In ihren auf Deutsch erschienenen Erinnerungen an Heinrich Vogeler und Zeitgenossen lieferte Zofia Marchlewska Beobachtungen zu Rosa Luxemburg, Hans Diefenbach, Clara Zetkin, Zenzl Mühsam, Erich Mühsam, Franziska zu Reventlow, Rainer Maria Rilke und anderen Persönlichkeiten.
Sie ist auf dem Warschauer Powązki-Militärfriedhof begraben.
Heinrich Vogeler, der 1923 seine erste Reise in die Sowjetunion zusammen mit Zofia Marchlewska antrat, liefert in seiner Reise durch Russland. Die Geburt des neuen Menschen einen enthusiastischen Bericht über den Aufbau in der Sowjetunion.
Ein Porträt Sofia Marchlewskas von Heinrich Vogeler wurde 1953 der Nationalgalerie in Ost-Berlin übergeben, 1952 war eine Schenkung der Regierung der UdSSR an die DDR aus dem Moskauer Nachlass Heinrich Vogelers erfolgt.

## Publikationen (Auswahl)
polnisch
- Towarzysz Smutny. Reportaż z życia polskiego rewolucjonisty [Genosse Smutny. Bericht aus dem Leben eines polnischen Revolutionärs]. Warszawa: Książka i Wiedza, 1953
- Piórem i pędzlem [Mit Stift und Pinsel], 1967
- Z pięciu miast [Aus fünf Städten], 1972

deutsch
- Eine Welle im Meer. Erinnerungen an Heinrich Vogeler und Zeitgenossen. Berlin: Der Morgen, 1968